# Pierre Casè
Pierre Casè (* 16. Februar 1944 in Locarno; † 23. August 2022 in Maggia) war ein Schweizer Maler, Zeichner, Kupferstecher und Illustrator. Sein Werk umfasst Malerei, Zeichnungen, Assemblagen, Collagen, Lithografien, Buchkunst, Illustrationen, Siebdruck, Wandmalerei, Mosaike und Kunst am Bau.

## Leben und Werk
Pierre Casè wuchs mit seinem älteren Bruder Angelo Casè (1936–2005) und späterem Lehrer, Lyrik- und Prosaschriftsteller in ärmlichen Verhältnissen auf. Beide waren zeitlebens mit dem Maggiatal verbunden, wo ihre Grosseltern lebten. Ihr Vater verstarb 1952 als Feuerwehrmann bei einem Waldbrand. Da die Mutter über keine ausreichenden finanziellen Mittel verfügte, konnte Pierre nicht, wie von ihm gewünscht, an der Accademia di Belle Arti di Brera in Mailand studieren. In der Folge bildete er sich als Maler autodidaktisch weiter. Seine frühen Werke waren Landschaftsbilder und Stillleben.
Im Sommer verdiente Casè Geld mit der Herstellung von Eiscreme und im Winter verkaufte er zusammen mit seinem Grossvater und Onkel Edelkastanie, Maronatt. Später arbeitete er als Schaufensterdekorateur bei Jelmoli.
Casè besuchte Bruno Nizzola täglich in seinem Atelier. Dieser lehrte ihn nur mit dem Geruchsinn und ohne Waage, Pigmente und Klebstoff im richtigen Verhältnis zu mischen. Zudem pflegte Casè den Kontakt zu den Malern Filippo Boldini (1900–1989) und Carlo Mazzi (1911–1988), der ihn in die Restaurierung von Gemälden einführte. Dem Bildhauer Max Uehlinger konnte Casè u. a. bei seinen Gipsabdrücken assistieren.
Als die Malerin, Schriftstellerin und militante Prostituierte Grisélidis Réal, genannt Gisèle, 1952 die erste Galerie in Locarno eröffnete und nichtfigurative Kunstwerke aus Paris ausstellte, war das die Initialzündung für Casè. Da sich die etablierte Kunstszene in Locarno durch die Werke bedroht fühlte, zog die «Galerie Cittadella» nach Ascona. Gerade zwanzigjährig konnte Casè seine Werke in der Galerie ausstellen.
Dank Pietro Salati, der 1962 mit Taddeo Carloni und Emilio Rissone das CSIA, das Schulzentrum für künstlerische Industrien, in Lugano gründete, konnte Casè an der Schule unterrichten.  Er war zudem Mitglied der Sektion Tessin der GSMBA.
Ab den 1970er-Jahren illustrierte Casè Bücher, Publikationen und erstellte Grafikmappen und Kunsteditionen. Mit seinem Bruder Angelo arbeitete er im Laufe der Jahre regelmässig zusammen. In den 1980er-Jahren zog Casè von existenziellen Fragen gequält ins Maggiatal, um sich durch eine symbolische Rückkehr in den Mutterleib wieder mit seinen Wurzeln zu verbinden.
Casè verstand sich zeitlebens als Handwerker, der mit Kreativität arbeitet. 1987 fasste er die wesentlichen Elemente seiner Arbeit als Chronist, Künstler und Handwerker in einem persönlichen Manifest zusammen:
- Das Tal oder die körperliche Freiheit
- Der Fluss oder die psychische Freiheit
- Ländliche Architektur oder von der Einfachheit und Würde der Dinge
- Die Mauerrelikte, fast ein Altar der bäuerlichen Zivilisation
- Die Fussspuren im Laufe der Zeit oder die Symbole der armen Christen

1989 gestaltete Casè den Innenraum der Franziskuskirche in Riehen aus. 1992 verlieh das Eidgenössische Departement des Innern Casè den Preis für Kulturschaffende in der Schweiz. 
Ein Schlaganfall führte ihn 1999 dazu, den Schädel auf obsessive, kathartische und therapeutische Weise zu erforschen. Zudem trat er aus dem Stiftungsrat der Giovanni Segantini-Stiftung zurück. Ebenso trat er als künstlerischer Leiter der Pinakothek Casa Rusca in Lugano zurück. Dieses Amt hatte er seit 1990 inne und war verantwortlich für Ausstellungen von Max Bill, Giuseppe Santomaso, Osvaldo Licini, Alberto Burri, Enrico Baj, Emil Schumacher, Antoni Tàpies und Marino Marini. In den letzten Jahren widmete sich Casè der Erweiterung und Vervollständigung der Pinakothek-Sammlung.
Ab 2001 konzentrierte er sich ausschliesslich auf sein künstlerisches Schaffen. Seine informell-alchemistischen Werke stellte Casè regelmässig in Gruppen- und Einzelausstellungen aus.
2014, 2015 und 2017 hielt er sich längere Zeit in Venedig auf und stellte dort auch seine Werke aus. Im Frühjahr 2014 zeigte das Epper Museum in Ascona die Ausstellung «Ritorno alle origini» von Pierre Casè. Seine Werke befinden sich in öffentlichen und privaten Sammlungen.
Der Österreicher Thomas Radlwimmer (* 1988) und der aus Stuttgart stammende René Pandis (* 1954) realisierten 2016 über Casè den Dokumentarfilm «Wie in einer Fabel».

## Ämter
- Von 1987 bis 1993 Präsident der Tessiner GSMBA.
- Von 1990 bis 2000 künstlerischer Leiter der Pinakothek Casa Rusca in Lugano.
- Von 1991 bis 2000 Mitglied des Stiftungsrats der Marguerite Arp-Stiftung.
- 1994 ernannte der Bundesrat Casè zum Mitglied der Bundeskommission der Gottfried Keller-Stiftung.
- 1997 in den Stiftungsrat der Giovanni-Segantini-Stiftung berufen.